# Heinz Huppertz
Heinz Huppertz (* 28. März 1902 in Krefeld; † 17. August 1972 in Berlin) war ein deutscher Jazz- und Unterhaltungsmusiker (Violine, Klavier, Orchesterleitung).
Huppertz erhielt in Krefeld und in Köln eine akademische Instrumentalausbildung. Ende der 1920er Jahre gründete er ein Tanzorchester, das in diversen Tanzcafes in Berlin aufspielte. 1932 wurde es die Hausband in der Rio Rita Bar. Seit dieser Zeit nahm Huppertz mit seinem Orchester mehrere Schallplatten auf, auch gemeinsam mit den Metropol-Vokalisten. Nach dem Zweiten Weltkrieg setzte Huppertz seine Karriere fort und trat mit seinem Tanzorchester auf Bällen und Sportveranstaltungen auf. Der Katalog des Musikarchives bei der Deutschen Nationalbibliothek nennt 133 Titel von Huppertz.

## Lexikalische Einträge
- Jürgen Wölfer: Jazz in Deutschland. Das Lexikon. Alle Musiker und Plattenfirmen von 1920 bis heute. Hannibal, Höfen 2008, ISBN 978-3-85445-274-4.